# Gemeinde Petritsch

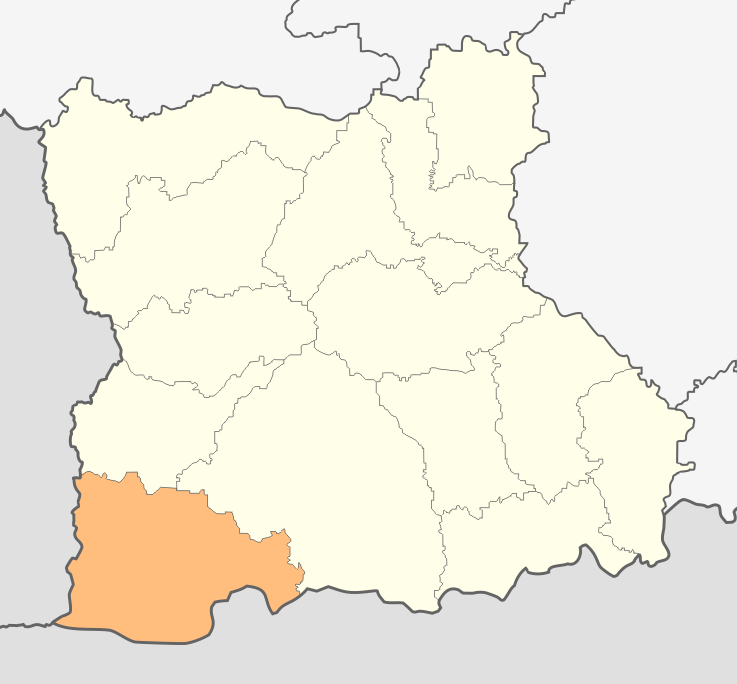
Die Grenzen und Lage der Gemeinde Petritsch in der Oblast Blagoewgrad (2010)

Die Gemeinde Petritsch (auch Petrich geschrieben, bulgarisch Община Петрич/ Obschtina Sosopol) ist eine bulgarische Gemeinde im äußersten Südwesten des Landes nah an der Griechischen und nordmazedonischen Grenze; sie gehört zur Oblast Blagoewgrad. Gemeindezentrum ist die Stadt Petritsch, der bevölkerungsreichste Ort in der Gemeinde. Die Gemeinde hatte nach der im Frühjahr 2011 durchgeführte Volkszählung, die nach der Aufnahme Bulgariens in die Europäische Union nach EU-Vorgaben erfolgte, 54.006 Einwohner.

## Lage
Die Gemeinde grenzt im Norden an die Gemeinde Strumjani, im Nordwesten an die Gemeinde Sandanski, im Westen an Nordmazedonien und im Süden an Griechenland.

## Politik

### Gemeindeverwaltung
Der Stadtrat von Petritsch fungiert gleichzeitig als Gemeinderat und ist für die Kontrolle aller Bürgermeister der Gemeindeortschaften zuständig. Der Stadtrat besteht aus dem Oberbürgermeister und der von der Gemeindeordnung vorgeschriebenen Anzahl von 33 Stadtratsmitgliedern. Alle vier Jahre wird der Stadtrat neu gewählt, die nächste Kommunalwahl ist 2023. Die Sitzverteilung des Stadtrats stellt sich seit den letzten Kommunalwahl am 27. September 2019, mit einer Wahlbeteiligung von 71,16 %, wie in der Tabelle zu sehen, dar:
| Partei                                     | Wahlergebnis 2011 | +/-* | Wählerstimmen | Sitze | +/-* |
| ------------------------------------------ | ----------------- | ---- | ------------- | ----- | ---- |
| GERB                                       | 25,20 %           | -    | 6076          | 9     | -    |
| IMRO-BND                                   | 9,52 %            | -    | 2294          | 3     | -    |
| Lokale Koalition Nikola Petkow (DPS, BSDP) | 7,77 %            | -    | 1805          | 3     | -    |
| Glas Naroden                               | 7,49 %            | -    | 1805          | 3     | -    |
| Bulgarische Neue Demokratie                | 6,38 %            | -    | 1538          | 2     | -    |
| Bewegung Zusammen für Veränderung          | 5,98 %            | -    | 1442          | 2     | -    |
| Neue Alternative                           | 5,89 %            | -    | 1420          | 2     | -    |
| Bulgarische Sozialistische Partei          | 4,65 %            | -    | 1120          | 2     | -    |
| Koalition WIR, die Bürger                  | 4,43 %            | -    | 1068          | 2     | -    |
| ABW                                        | 4,16 %            | -    | 1004          | 2     | -    |
| Union der Demokratischen Kräfte            | 3,99 %            | -    | 963           | 1     | -    |
| Bulgarische Agrarunion                     | 3,65 %            | -    | 879           | 1     | -    |
| NFSB                                       | 11,64 %           | -    | 824           | 1     | -    |

### Gemeindegliederung
Der Stadtrat fungiert gleichzeitig als Gemeinderat und ist für die Kontrolle aller Bürgermeister der Gemeindeortschaften zuständig. Zur Gemeinde Petritsch gehören neben der Stadt Petritsch außerdem die Dörfer Baskalzi, Belasiza (Dorf), Bogorodiza, Borowitschane, Wischlene, Wolno, Gabrane, Gega, General Todorow, Gortschewo, Dolene, Dolna Kruschiza, Dolna Ribniza, Dolno Spantschewo, Dragusch, Drangowo, Drenowiza, Drenowo, Sojtschene, Iwanowo, Kawrakirowo, Kamena, Kapatowo, Kladenzi, Kljutsch, Kolarowo, Krowidowo, Krandschilitscha, Kukurachzewo, Kulata, Karnalowo, Marikostinowo, Marino pole, Mendowo, Mitino, Michnewo, Nowo Konomladi, Prawo bardo, Parwomaj, Ribnik, Rupite, Padschak, Samuilowa krepost, Samuilowo, Skrat, Startschewo, Strumeschniza, Tonsko dabe, Topolniza, Tschurilowo, Tschuritscheni, Tschutschuligowo, Jaworniza, Jakowo.

## Bevölkerung
Eine Anfang 2011 durchgeführte Volkszählung, die nach der Aufnahme Bulgariens in die Europäische Union nach EU-Vorgaben erfolgte, gab erstmals die Möglichkeit, Fragen nach ethnischer und religiöser Zugehörigkeit sowie nach der Muttersprache nicht zu beantworten. Jedoch beantworteten nur 49.760 von 54.006 Bürgern der Gemeinde die Frage nach der ethnischen Zugehörigkeit, von ihnen bezeichneten sich 46.337 als Bulgaren, 270 als Türken, 2769 als Roma und 247 gaben eine weitere und 137 keine ethnische Zugehörigkeit an. 8156 (4171 Männer und 3985 Frauen) Gemeindeeinwohner waren unter 15 Jahren; 33.969 (17.900 Männer und 16.069 Frauen) in einem Arbeitsfähigen Alten sowie 11.881 (4530 Männer und 7351 Frauen) Rentner (ab 60 Jahre bei Frauen und ab 63 Jahre bei Männern).